# 긴귀고슴도치속
긴귀고슴도치속 또는 헤미에키누스속(Hemiechinus)은 고슴도치 속의 하나이다. 아프리카 북부와 서아프리카, 중앙아시아에서 서식하는 2종을 포함하고 있다.

## 하위 종
- 긴귀고슴도치 (H. auritus) - 리비아와 이집트부터 소아시아와 아라비아반도를 거쳐 중앙아시아와 몽골(고비사막)까지 분포
- 인도긴귀고슴도치 (H. collaris) - 인더스 계곡과 파키스탄과 인도 북부의 인근 지역에 분포